# جاگتیال
جاگتیال (به انگلیسی: Jagtial) یک منطقهٔ مسکونی در هند است که در Jagtial mandal واقع شده‌است. جاگتیال ۴۵ کیلومتر مربع مساحت و ۱۰۳٬۹۳۰ نفر جمعیت دارد و ۲۶۴ متر بالاتر از سطح دریا واقع شده‌است.